# Mötet

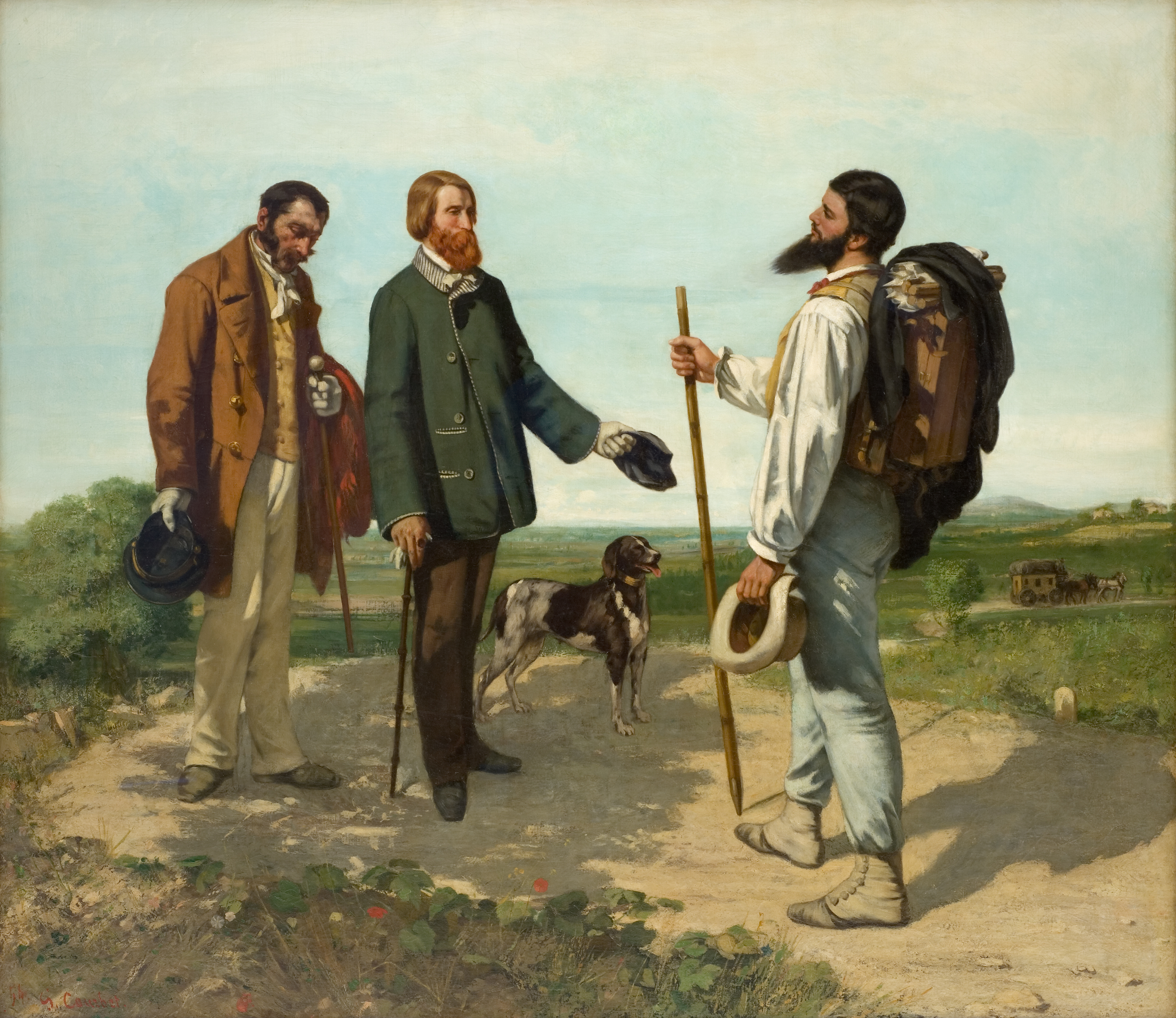
Mötet, 129 x 149 cm

Mötet, eller Goddag, herr Courbet!, på franska Le recontre eller Bonjour, Monsieur Courbet!, är en oljemålning av Gustave Courbet.
Målningen framställer Gustave Courbet, som år 1854 är på väg till sin vän och mecenat Alfred Bruyas (1821–76) i dennes hus i Montpellier i södra Frankrike. Han har stigit av diligensen och blivit mött på landsvägen i brännande sol av Bruyas och dennes betjänt Calas, och av hunden Breton. 
Mötet blev berömd i samband med Världsutställningen 1855 i Paris, där den först begabbades och fick öknamnen Goddag, herr Courbet och Förmögenheten hälsar på Geniet, men senare berömdes av konstkritiker för porträtteringen och realismen i sceneriet.
| ”                    | Courbet, som har deklarerat att han inte kan måla ett landskap som han inte väl känner, har målat, och har på ett beundransvärt sätt målat, landskapet där detta möte inträffar, ett landskap fullt av svårigheter i en för honom okänd bygd, och okänd speciellt för honom, van som han är med fräschören i Franche-Comté och de växlande molniga himlarna i norr... Vegetationen som är torkad av vinden, dammig av trafiken, livligt visas i detalj i den blåaktiga himlens ljushet, tycks honom vara den absoluta motsatsen till harmoni. ... Kunde något vara svårare än att måla jorden, nästan lika ljus som himlen och vägen, från vilken solskenet kastas tillbaka medan skuggorna tycks stampas ned i den? | „ |
| – Thóphile Silvestre | |   |

Målningen finns på Musée Fabre i Montpellier.